# Bajan-Ovó járás (Hentij)
Bajan-Ovó járás (mongol nyelven: Баян-Овоо сум) Mongólia Hentij tartományának egyik járása. Területe 3381 km². Népessége kb. 2300 fő.
Székhelye, Dzsavhlant (Жавхлант) 192 km-re fekszik Öndörhán tartományi székhelytől.